# Conseil de prud'hommes (France)
Pour les articles homonymes, voir Conseil de prud'hommes et Juridiction du travail.

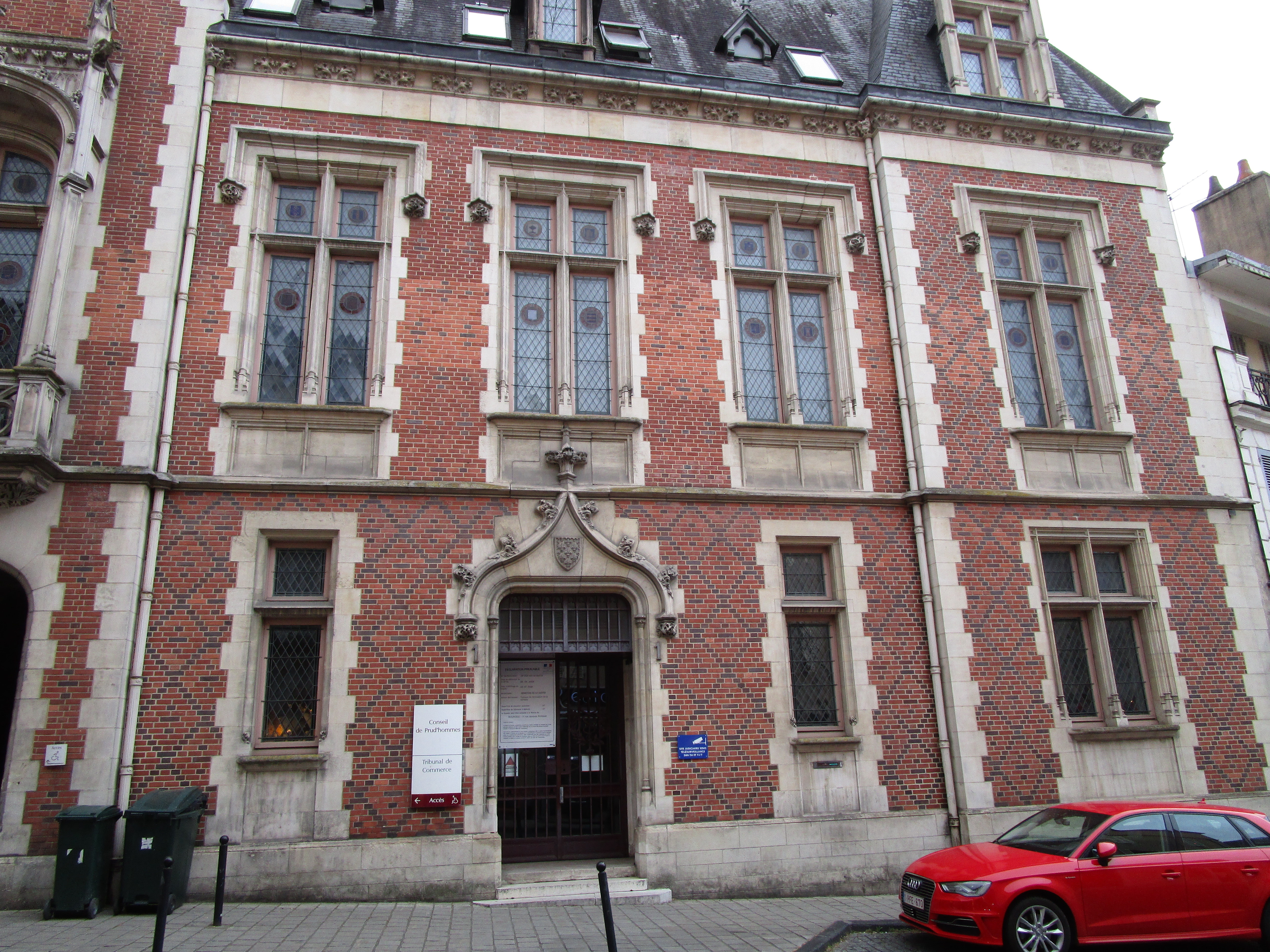
Le bâtiment du conseil de prud'hommes de Bourges (Cher).

En France, le conseil de prud'hommes (ou prudhommes) est une juridiction civile de premier degré des litiges individuels nés à l'occasion de l'exécution ou de la rupture du contrat de travail entre employeurs et salariés de droit privé, comme le licenciement et la rupture conventionnelle. Les personnels de services publics exerçant dans les conditions de droit privé dépendent également du conseil de prud'hommes.

## Étymologie
« Conseil » vient du latin consiliarus signifiant conseiller et consilium signifiant avis, délibération. 
« Prud'homme » en bas latin vient de prodis, de prode signifiant preux. 

## Principes généraux
Le litige porté devant le conseil de prud'hommes doit concerner un problème individuel régi par le code du travail, par exemple l'application d'une convention collective, la contestation d'un licenciement, la rupture d'un contrat d'apprentissage, l'homologation d'une transaction, etc. Toujours dans les mêmes conditions, le conseil de prud'hommes est compétent pour statuer sur un litige opposant deux salariés.
La plupart des litiges collectifs du travail (par exemple, contestation d'un PSE — un plan social de licenciements collectifs pour motif économique — par une organisation syndicale) relèvent de la compétence du tribunal judiciaire. En revanche, un salarié peut contester devant le conseil de prud'hommes son licenciement pour motif économique (dans le cadre d'un PSE) s'il considère que la façon dont le PSE a été appliqué lui a causé un préjudice personnel (par exemple du fait du non-respect de l'application des critères d'ordre ou de l'obligation de propositions de reclassement). Il peut de même contester son licenciement pour inaptitude et les suites qui en découlent.
Un contentieux portant sur les élections professionnelles en entreprise relève de la compétence du pôle social du tribunal judiciaire.
La pluralité de demandeurs en litige, sur des chefs de demande identiques, avec un même autre justiciable ne suffit pas à caractériser un litige collectif ; il y a simplement juxtaposition de demandes individuelles qui, en audience de jugement, peuvent toutefois être plaidées de façon globale (à la suite d'une décision de jonction des affaires, par exemple).
Le conseil de prud'hommes constitue une institution originale ; il est à la fois une juridiction d'exception, paritaire et élective, bien que cette élection soit remise en cause en faveur d'une désignation aujourd'hui.

## Historique

### Du Moyen Âge à la Révolution
Apparu au XIe siècle, le mot prud'homme provient de preux homme ou prode homme, preux et prode provenant de la même racine latine prode, dérivée du verbe latin prodesse : « être utile ».
Étienne Boileau (1200-1270), prévôt de Paris sous le roi Saint Louis (lui-même surnommé « le Prudhomme ») cite l'arbitrage traditionnel des anciens, les « probi homines », hommes de valeur, prudents et de bon conseil. Le terme prud'homme s'appliquait alors aux « défenseurs du métier » qui intervenaient si un conflit surgissait entre artisans, il était tranché par leurs pairs : les prud'hommes.
C'est sous le règne de Philippe le Bel que furent constitués les premiers conseils de prud'hommes. En l'an 1296, le Parlement de Paris créa vingt-quatre prud'hommes et les chargea d'assister le prévôt des marchands et les échevins afin de juger, en dernier ressort, les contestations qui pourraient s'élever entre les marchands et les fabricants qui fréquentaient les foires et les marchés établis à cette époque ; ils allaient, de plus, faire la visite chez les maîtres et peuvent être regardés, par-là, comme l'origine des gardes et jurés établis postérieurement dans chaque communauté d'arts et métiers. Pendant près de deux siècles, la ville de Paris posséda seule des prud'hommes.
Dans plusieurs villes maritimes, notamment à Marseille, il existe un conseil de prud'hommes dont l'origine paraît fort ancienne. Ce sont des prud'hommes pêcheurs qui jugent les contraventions en matière de pêche maritime et les différends entre marins à l'occasion de leur profession de pêcheurs. Cette catégorie de prud'hommes remonterait, croit-on, à l'époque du roi René, comte de Provence (1462). Des arrêts différents de mai 1758, novembre 1776, octobre 1778 et mars 1786 ont réglementé sans beaucoup la modifier cette institution qui traversa sans à-coups la Révolution de 1789, pour arriver telle quelle jusqu'à nos jours, telle qu'elle était dès le XVe siècle,,.
Au Moyen Âge comme sous l'Ancien Régime existent également des « prud'femmes », l'un de leurs rôles identifiés est d'intervenir comme témoins lors de la signature d'un contrat d'apprentissage passé auprès d'une fileuse, seul métier où ce contrat est requis. En effet, les femmes sont présentes dans les corporations et certains métiers leur sont même réservés, par exemple dans le travail de la soie. Comme les hommes, elles peuvent accéder au statut de maître, ce qui est en principe la condition à remplir pour participer aux scrutins professionnels. Cela explique que des femmes puissent diriger certaines corporations à forte main d'œuvre féminine, notamment dans le textile, et qu'y soient élues des « prud'femmes ».
Les « prud'femmes » disparaissent avec la suppression des corporations en 1791 (avec la Loi Le Chapelier) lors de la Révolution française, en même temps que les conseils de prud'hommes, qui pour leur part sont rétablis sous Napoléon Ier.

### De l'Empire à laIIIeRépublique
C'est le 18 mars 1806 qu'une loi créant un conseil de prud'hommes à Lyon est promulguée par Napoléon Ier puis complétée par un décret du 3 juillet 1806 : les employeurs y sont majoritaires. Des tribunaux favorisant la conciliation entre les fabricants de soie et les ouvriers lyonnais (canuts) existaient déjà et servirent d'exemple. À Paris, un conseil de prud'hommes pour les industries métallurgiques est créé en 1844, puis en 1847 des conseils de prud'hommes pour les tissus, pour les produits chimiques et pour les industries diverses.
La Deuxième République remanie la législation des prud'hommes par la loi du 27 mai 1848, qui confère à l'institution un élément fort de sa forme actuelle avec l'apparition du paritarisme (« employeurs » et « salariés » rendant ensemble les décisions). La loi de 1848 déclarait électeurs pour les conseils de prud'hommes tous les patrons, chefs d'atelier, contremaîtres, ouvriers et compagnons âgés de 21 ans et résidant depuis six mois au moins dans la circonscription du conseil de prud'hommes. Elle déclarait les mêmes éligibles, s'ils savaient lire et écrire et s'ils étaient domiciliés depuis un an au moins dans la circonscription du conseil.
Elle rangeait dans la classe des patrons les contremaîtres, les chefs d'atelier et tous ceux qui payaient patente depuis plus d'un an et occupaient un ou plusieurs ouvriers. La présidence donnait voix prépondérante : mais elle durait trois mois et était attribuée alternativement à un patron et à un ouvrier, élus chacun par leurs collègues respectifs. Les audiences de conciliation devaient être tenues par deux membres : l'un patron, l'autre ouvrier ; quatre prud'hommes patrons et quatre prud'hommes ouvriers devaient composer le bureau général ou de jugement.
La loi spécifiait que le nombre des prud'hommes ouvriers serait toujours égal à celui des prud'hommes patrons et disposait que chaque conseil aurait au moins 6 membres et 26 au plus. Il était procédé à deux élections : dans la première, ouvriers et patrons nommaient un nombre de candidats triple de celui auquel ils avaient droit ; dans la seconde, qui était définitive, les ouvriers choisissaient, parmi les candidats patrons, les prud'hommes patrons, et les patrons choisissaient à leur tour les prud'hommes ouvriers sur la liste des candidats ouvriers.
Ainsi, au cours du XIXe siècle, les conseils de prud'hommes s'ancrent dans le paysage judiciaire et social de la France. Leur nombre augmente – celui de Paris étant créé en 1844-1847 – pour dépasser les quatre-vingts au milieu du siècle. La procédure préalable de conciliation aboutit (à cette époque) dans 90 % des cas et les jugements s'efforcent de développer des jurisprudences sur la base des usages locaux. De ce fait, les prud'hommes suscitent l'intérêt du mouvement ouvrier : en 1848, tous les ouvriers deviennent électeurs et éligibles et, en 1880, le président et le vice-président sont élus selon le système de la parité. Une loi de 1905 supprime la voix prépondérante du président et transfère les appels des tribunaux de commerce aux tribunaux civils. Pendant leur deuxième siècle d'existence, les conseils de prud'hommes ont été étendus à de nouvelles professions, ouverts aux femmes (électrices depuis 1907, éligibles depuis 1908) et aux étrangers[réf. nécessaire] ; ils sont devenus des éléments de la démocratie sociale.
En 1907, une loi est votée et met en place une véritable juridiction sociale, reconnue compétente en matière de contentieux individuels du travail. En 1908 , un arrêté du 15 novembre 1908 (parfois appelé « Loi des "prud’femmes" ») instaure que les femmes sont désormais éligibles. Clémence Jusselin fut la première conseillère prud'homale élue, le 30 novembre 1908.

### De laIVeRépublique à nos jours
Une réforme mise en œuvre en 1979, la loi Boulin, généralise l'institution : tant sur le plan géographique que dans la couverture des branches d'activités ; une ultime mesure législative interviendra 3 ans plus tard pour réduire les mandats électoraux à 5 ans.
Il existait, jusqu'à fin 2008, 271 conseils de prud'hommes mais la réforme de la carte judiciaire menée par la ministre de la justice, Rachida Dati, a conduit à la fermeture de 63 d'entre eux. Seules 61 suppressions sont finalement exécutées, le Conseil d’État en ayant annulé deux.
Le recours aux conseils de prud’hommes est en baisse, passant de 187 651 saisines en 2014 à 127 000 en 2017. Une baisse attribuée notamment à la loi travail, adoptée sous la présidence de François Hollande, et aux ordonnances prises par son ministre de l’Économie Emmanuel Macron. La sociologue Hélène-Yvonne Meynaud identifie plusieurs facteurs expliquant ce retrait :
- « La hausse constante des ruptures conventionnelles individuelles, qui se substituent à la démarche prud’homale. Ces ruptures sont généralement négociées selon les minima légaux, le coût financier de la rupture étant reporté de l’employeur vers Pôle emploi, qui verse des indemnités de chômage. Le gouvernement a amplifié ce mouvement en créant les ruptures conventionnelles collectives ; soixante ont été signées en 2018[15]. »
- « Les délais de prescription, la période pendant laquelle on peut agir, ont été raccourcis. Ils sont tombés de cinq à deux ans en 2013 (gouvernement Ayrault), puis à un an en 2017, quand il s’agit de contester la rupture du contrat de travail ou son exécution ; de cinq à trois ans pour les conflits liés au salaire, et à douze mois dans le cas d’une rupture conventionnelle[15]. » (ordonnance n° 2017-1387 du 22 septembre 2017 relative à la prévisibilité et la sécurisation des relations de travail, gouvernement Philippe).
- « Si les lois ont simplifié la vie des employeurs, elles ont complexifié les démarches pour les salariés. La procédure est si compliquée qu’elle peut dissuader ceux qui souhaiteraient simplement réclamer des documents sociaux, des salaires impayés de quelques centaines d’euros[15]… »
- « Obtenir les preuves de la qualité du travail, les attestations, les documents relève également du parcours du combattant. Les données sociales qui étaient auparavant transmises aux comités d’entreprise et aux autres instances représentatives du personnel (IRP) sont désormais dans la base informatisée de données économiques et sociales (BDES). Elles y sont éparpillées, et c’est au syndicaliste d’aller piocher et de reconstituer les statistiques nécessaires pour mettre en évidence des différences de traitement illicites, par exemple. (...) La loi sur le secret des affaires du 30 juillet 2018 (gouvernement Philippe) vient encore complexifier l’exercice de la preuve, les documents qui peuvent prouver tel ou tel fait devenant parfois impossibles à produire devant un tribunal, car déclarés confidentiels par l’entreprise[15]. »
- « Autre grand frein au recours à la justice prud’homale : un nouveau barème d’indemnisation fortement restreint[15]. »

## Organisation

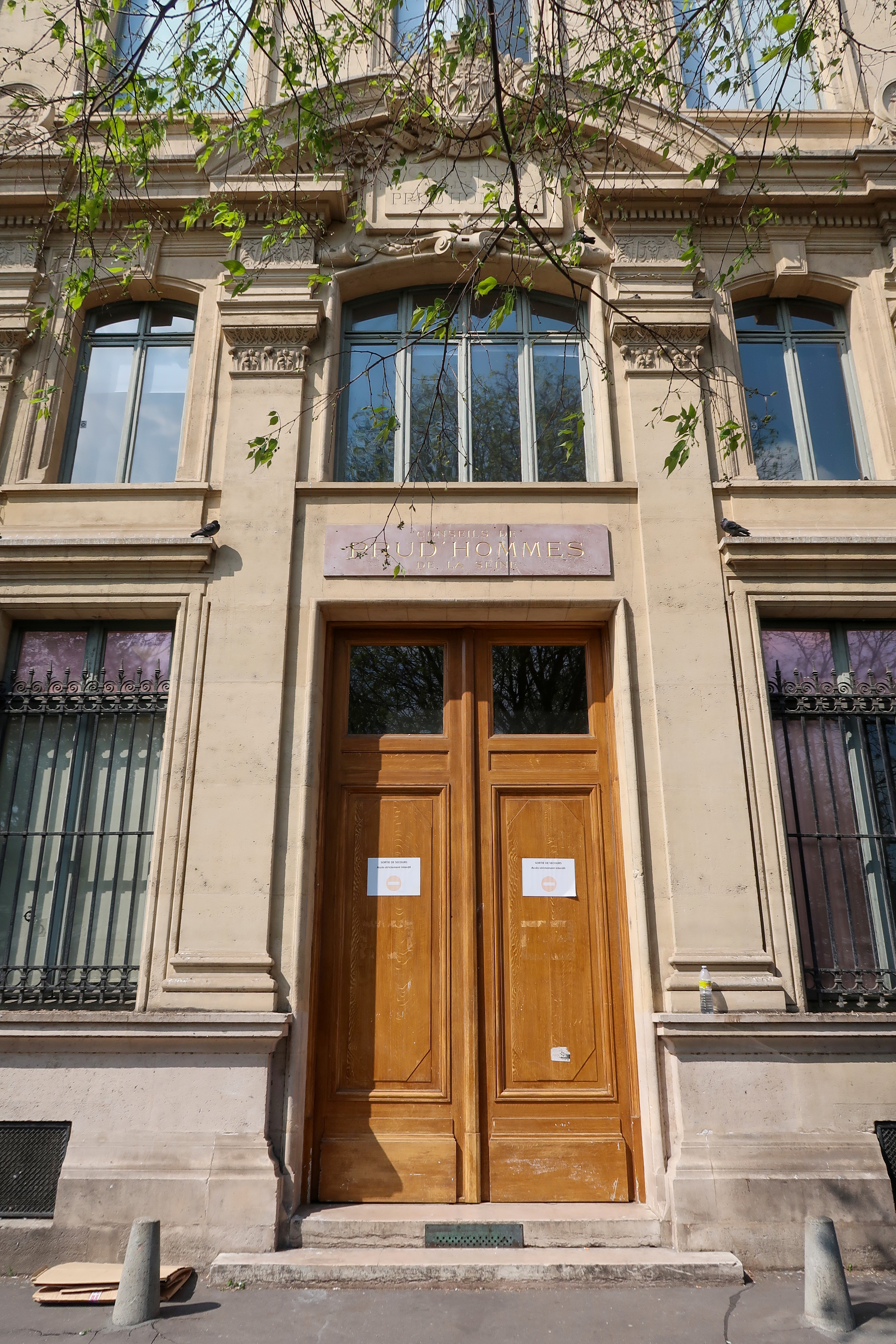
L'entrée du conseil de prud'hommes de la Seine.

La localisation géographique des conseils de prud'hommes est variable (selon la population, le tissu économique, etc.), mais la loi dispose qu'il doit en exister au moins un dans le ressort de chaque tribunal judiciaire. La liste des 216 conseils de prud'hommes est disponible sur un site gouvernemental.
Le litige est examiné par le conseil de prud'hommes où s'exécute le contrat de travail (sauf exceptions exhaustivement énumérées par la loi) ou celui dans la juridiction dont dépend le domicile du salarié.
Les litiges sont examinés dans la section correspondant au domaine de l'activité principale de l'employeur ou au statut dérogatoire du salarié (VRP, cadres) ; chaque conseil de prud’hommes comporte une formation de référé et (sauf exception) cinq sections :
- activités diverses,
- agriculture,
- commerce et services commerciaux,
- encadrement,
- industrie.

La section se compose comme suit :
- un bureau de conciliation et d'orientation : un conseiller salarié et un conseiller employeur,
- un bureau de jugement : deux conseillers salariés et deux conseillers employeurs.

La section peut être divisée en plusieurs chambres.
Le respect du paritarisme veut que les présidences et vice-présidences alternent, d'une année sur l'autre, entre le collège salariés et le collège employeurs pour ce qui est des conseils et des sections (ainsi, lorsque le président du conseil est un salarié, le vice-président est un employeur). Au cours de l'année, pour les audiences, la présidence échoit alternativement à chacun des collèges.

### Conseillers prud'hommes
Le conseil de prud'hommes est une formation paritaire élue en deux collèges : par les salariés, d'une part, et par les employeurs, d'autre part. Chaque « collège » (employeurs et salariés inscrits sur les listes prud'homales) élit le même nombre de conseillers.
Le mandat de conseiller dure quatre ans  et il est renouvelable, pour un nouveau mandat complet, même à partir de la dixième année suivant la cessation de toute activité professionnelle (s'il existe une élection cette année-là). Les élections prud'homales constituaient, jusqu'à la loi du 20 août 2008 qui se fonde dorénavant sur les élections de représentants du personnel en entreprise, le principal test de représentativité pour les syndicats de salariés.
Les conseillers prud'hommes exercent à titre bénévole, mais ils sont :
- soit indemnisés forfaitairement pour le temps passé à leurs fonctions, s'ils sont élus du collège employeurs ou s'ils sont élus du collège salariés et sans activité professionnelle (demandeurs d'emplois, retraités, etc.),
- soit normalement rémunérés, s'ils sont en activité et élus du collège salariés ; l'employeur concerné se fait alors rembourser par l'État le salaire ainsi maintenu et les cotisations sociales afférentes.

Les conseillers élus du collège des salariés peuvent exercer leurs fonctions durant leur temps de travail ou voir cette activité juridictionnelle assimilée à un temps de travail (cas des travailleurs dits « postés ») ; les salariés élus dans le collège employeurs (directeurs de ressources humaines, cadres dirigeants) sont impérativement inscrits à ce titre par leur employeur et ils s'accommodent de leurs conditions de rémunération et de temps de travail.
Durant leur mandat et jusqu'à six mois à compter de la fin de ce même mandat, les conseillers prud'homaux salariés ne peuvent être licenciés sans l'autorisation de l'inspection du travail (ils ont le statut de salariés protégés).
On reproche souvent à cette juridiction le fait que les conseillers ne sont pas des professionnels du droit.
Les conseillers salariés bénéficient d'une absence de 6 jours ouvrables par année de mandat pour leur formation.
Les conseillers prud'hommes exercent leurs fonctions en toute indépendance, impartialité, dignité et probité et se comportent de façon à exclure tout doute légitime à cet égard. Ils s'abstiennent, notamment, de tout acte ou comportement public incompatible avec leurs fonctions. Ils sont tenus au secret des délibérations. Leur est interdite toute action concertée de nature à arrêter ou à entraver le fonctionnement des juridictions lorsque le renvoi de l'examen d'un dossier risquerait d'entraîner des conséquences irrémédiables ou manifestement excessives pour les droits d'une partie.
Le président et le vice-président du conseil sont également élus de manière paritaire et collégiale, en assemblée générale, avec un mandat d'un an. Les fonctions sont attribuées en alternance aux deux collèges : une année sur deux le président est issu du collège des salariés, le vice-président du collège des employeurs.
Un conseiller prud'homme ne peut être un conseiller du salarié en exercice.

#### Insigne de la fonction

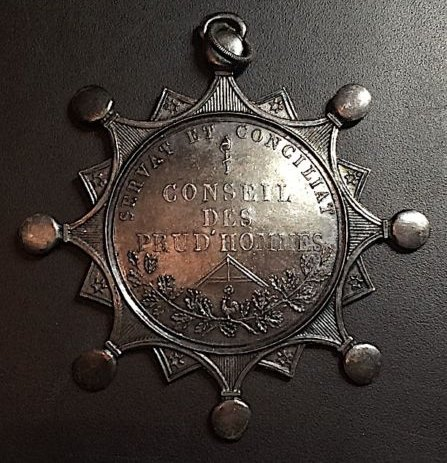
Insigne Juge prud'homal 1828 01

Par une ordonnance royale du 12 novembre 1828, Charles X octroie aux membres des conseils de prud'hommes, un insigne spécifique en forme d'étoile à huit pointes aux extrémités rondes, porté en sautoir à un ruban noir. Entre chacune de ces pointes se trouvent huit équerres saillantes contenant huit hexagrammes. L'une des faces de l'insigne représente "l'œil de la providence" rayonnant à la manière d'un Delta sous lequel est représentée une poignée de main spécifique en dessous de laquelle est représentée une balance dont l'axe central est entouré par deux serpents à la manière du caducée et l'inscription "Équité". L'autre face de l'insigne mentionne en haut la phrase latine "servat et conciliat" (servir et concilier) puis "Conseil des Prud'hommes" puis laisse apparaître une équerre et un fil à plomb surplombant un coq et des lauriers.    

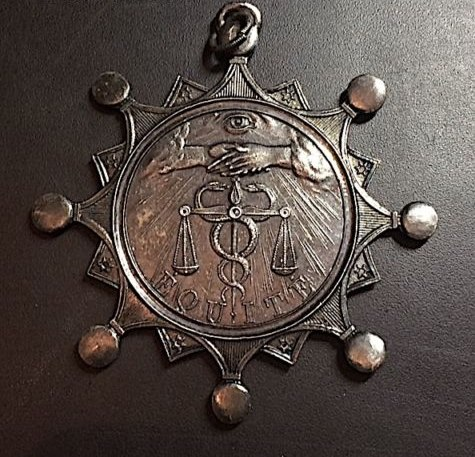
Insigne Juge prud'homal 1828 02

Aujourd'hui, l'insigne est devenu une médaille ronde figurant une Marianne de profil, attachée à un ruban rouge et bleu. La médaille est de couleur or pour le président d'audience, de couleur argent pour le ou les assesseurs. L'insigne est attachée à un sautoir aux couleurs de la République française : bleu, blanc et rouge.

### Élection ou nomination des conseillers prud'hommes
Les représentants des travailleurs étaient initialement présentés sur des listes syndicales soumises au vote des salariés et des demandeurs d’emploi, y compris étrangers et ceux du patronat sont élus par le collège des employeurs et des cadres dirigeants d’entreprises. Les juges bénéficient au sein de leur syndicat d’une formation solide, parfois considérée comme l'une des dernières écoles ouvrières.
Il est décidé de mettre un terme à l'élection prud'homale française qui se termine par un dernier mandat dont l'échéance arrive fin 2017. En décembre 2014, le Parlement, sous la présidence de François Hollande, supprime ce scrutin. À compter de 2017 débute une phase transitoire permettant la première nomination des conseillers prud'hommes. Ils seront dès lors nommés conjointement par le Garde des sceaux, ministre de la Justice et le ministre chargé du Travail conformément à l'Ordonnance n° 2016-388 du 31 mars 2016 relative à la désignation des conseillers prud'hommes à partir de listes de candidatures présentées par les organisations professionnelles représentatives, mais dont aucun scrutin ne vient déterminer la représentativité effective.
Selon l’avocate Rachel Spire, « l’activité syndicale n’est pas sans risque : plus de dix mille représentants de salariés sont licenciés chaque année. Parmi eux, des juges prud’homaux, qui, bien que protégés par la loi, subissent les mêmes discriminations ».

### Volume d'affaires et durée de traitement
Il est à noter que les statistiques du ministère de la Justice montrent que les Conseils de prud'hommes traitaient 172423 nouvelles affaires en 2011 contre 79213 en 2020 soit une baisse significative du nombre global d'affaires.
Sur la période 2009 à 2021 le rapport de la Cour des Comptes de juin 2023 note toutefois une croissance continue de la durée moyenne de traitement des affaires allant de 9,9 mois en 2009 à 16,3 mois en 2021. Cette augmentation importante n'est pourtant pas corrélée avec une durée excessive des délibérés et/ou des mises à disposition des jugement par les Conseillers prud'hommes.  
Les conseils de prud’hommes sont pénalisés par le manque de moyens matériels et par la réduction du personnel fonctionnaire. En 2008, le tiers des conseils de prud’hommes a été supprimé en raison de la réforme de la carte judiciaire.

### Similitudes avec les autres juridictions civiles
Le conseil de prud'hommes est une juridiction à part entière, avec tous les aspects attachés.
- Comme certains autres juges, le conseiller prud'homme prête serment[23].
- Sous la co-tutelle du premier président de la cour d'appel et du procureur de la République, le conseil de prud'hommes est dirigé par un président et un vice-président (alternance annuelle employeur et salarié) ; il en est de même, dans les sections dotées d'un président et d'un vice-président. Le « bureau administratif » d'un conseil de prud'hommes est composé de l'ensemble des présidents et des vice-présidents de section. Des assemblées générales ou de section peuvent être convoquées, à titre extraordinaire, en plus de l'assemblée générale annuelle ordinaire de chaque début d'année. Par ailleurs, une audience solennelle présente, avant fin janvier, un bilan de l'activité juridictionnelle de l'année écoulée et proclame l'ouverture de la nouvelle année judiciaire, ceci ayant pour corollaire la mise en place des nouveaux présidents élus ou réélus.
- Le conseil de prud'hommes juge « Au nom du peuple français ».
- Le caractère contradictoire de la procédure est tout autant respecté que devant les autres juridictions : les deux parties émettent tour-à-tour librement leurs arguments.
- La procédure est ici qualifiée d'« orale » : en application des dispositions de l'article 16 du code de procédure civile qui édicte le principe du contradictoire, même lorsque les parties ne sont pas représentées par un avocat ou un représentant syndical, elles doivent procéder, en temps utile (largement avant le jour de l'audience de plaidoirie), à un échange des pièces qui seront versées aux débats ; les parties peuvent produire des conclusions écrites (non obligatoires) qui devront elles aussi être communiquées. Si une pièce est utilisée en dernière minute, sans avoir été communiquée, elle peut être écartée par le bureau de jugement (sauf si la partie adverse ne s'oppose pas à sa production) ou bien le débat est renvoyé à une autre audience.
- Les conseillers prud'hommes agissent en toute indépendance. Cependant des antagonismes peuvent apparaître : la proximité des instances syndicales et professionnelles des conseillers salariés et employeurs est parfois considérée comme susceptible d'interférer avec cette indépendance, à partir de l'allégation selon laquelle certains conseillers prud'hommes auraient un mandat dit « impératif » de leur organisation, en contradiction avec le serment qu'ils ont prêté ; cependant, les conseillers sont supposés juger « en droit », et non en fonction de convictions. Dans les faits et de manière statistique[réf. nécessaire], aucune différence dans les décisions n'est constatée entre les conseils dirigés par des conseillers proches de syndicats et les autres conseils.
- Une procédure d'appel donne la possibilité aux parties d'un procès de contester un jugement pris en première instance et de demander son réexamen par un tribunal d'un degré supérieur: la cour d'appel. La procédure d'appel se fonde en effet sur l'existence en France de différents degrés de juridictions [24].

## Évaluation du conseil de prud'hommes
Les informations sont disponibles sur le répertoire des informations publiques du ministère de la Justice dans la rubrique activité judiciaire.

### Activité des conseils de prud'hommes
Affaires terminées : en 2015 le nombre d'affaires terminées s'est élevé à 194 231 (augmentation de 3,2 % par rapport à 2014) dont 33 277 référés. Le nombre d'affaires nouvelles est de 184 096, en diminution de 1,9 % par rapport à 2014. 211 228 sont en cours au 31 décembre 2015, soit une diminution de 5,5 % par rapport à l'année précédente. La durée des procédures est, en 2015, de 14 mois toutes affaires confondues et de 2 mois pour les référés.
19 930 personnes ont été admises à l'aide juridictionnelle.

### Appel
Interjeter appel ou non est une décision qui doit être mûrement réfléchie. En effet, il faut analyser les motivations du jugement. Il faut ensuite établir des motifs suffisants pour que l'appel soit jugé recevable, et être assisté d'un avocat ou d'un représentant syndical (en appel, cette assistance est obligatoire). Pour saisir la cour d’appel, il faut avoir la notification du jugement, et faire une déclaration d’appel qui contient plusieurs mentions obligatoires, conformément à l’article 901 du code de procédure civile. Le délai pour faire appel est d’un mois à compter de la notification du jugement. En cas de référé (procédure accélérée), le délai pour faire appel est raccourci à 15 jours,,.

### Nombreux appels – efficacité controversée des conseils de prud'hommes
Le taux d'appel des jugements de fond des conseils de prud'hommes était de 64,5 % en 2012 contre 5,9 % pour les tribunaux d'instance et 18,3 % pour les tribunaux de grande instance. En 2014 le taux d'appel sur les jugements au fond est de 68,3 %. Dans le rapport qu'il a remis à la ministre de la Justice en juillet 2014, le président de la chambre sociale de la Cour de cassation estime ce chiffre extrêmement élevé, « ce qui amène à s'interroger sur la pertinence même de la première instance. » Ce chiffre doit toutefois être relativisé car l'essentiel du contentieux prud'homal est indemnitaire.
Le taux d'infirmation en appel des jugements de fond des conseils prud'homaux était de 71,7 % en 2012. Ce taux d'infirmation est plus élevé que celui des autres juridictions de première instance (il est de 55 % pour les tribunaux d'instance, de 54 % pour les tribunaux de grande instance). Le rapport Lacabarats précise : « le taux de confirmation total des jugements des [Conseils de prud'hommes] (28,3 %) est très nettement inférieur à celui constaté pour les appels des autres juridictions (de 46 à 53,6 %). Il est d'ailleurs possible de se demander s'il n'y a pas une corrélation entre le taux d'appel et celui de confirmation totale. »
Cependant, selon le Club Droits, Justice et Sécurités, « l’on peut dire, par ailleurs, que globalement le taux de confirmation et d’infirmation est identique en matière sociale et dans les autres matières (non précisé), étant par ailleurs souligné que comme précisé supra, les chefs de demandes sont multiples et qu’une décision peut être confirmée en son principe mais réformée sur certains détails des différents chefs. »

### Durée des procédures
En 2010, la durée moyenne des affaires terminées hors référé était de 13,7 mois contre 7,2 mois au tribunal de commerce et 9,3 mois au tribunal de grande instance.  En 2012, la durée moyenne des affaires terminées hors référé est de 15,5 mois et peut atteindre respectivement 21,4 et 22,9 mois dans certains conseils particulièrement engorgés comme Nanterre et Bobigny. Toutefois, des délais sont de onze mois pour le tribunal correctionnel, vingt et un mois pour le tribunal pour enfants, et plus de cinq ans pour les assises.
Le délai d'appel à Paris est de deux ans.
L'État a été condamné de façon répétée pour dysfonctionnement du service public de la justice. « À la suite d’une action menée par le Syndicat des avocats de France, 71 assignations ont été déposées à la date anniversaire de la réforme de la carte judiciaire, le 15 février 2011, par 71 salariés auxquels se sont joints le Syndicat des avocats de France, le Syndicat de la magistrature, la CGT, la CFDT, Solidaires, l'UNSA et l'Ordre des avocats. Nous dénoncions ces délais et demandions au tribunal de juger que l’État était coupable de déni de justice, notamment sur le fondement de l’article 6 de la Convention européenne des droits de l’homme qui prévoit que « toute personne a droit à ce que sa cause soit entendue équitablement, publiquement et dans un délai raisonnable ». Or, à 71 reprises, le tribunal a jugé l’État responsable. Et la motivation de ce jugement est extrêmement claire : « Si manifestement ces délais excessifs résultent du manque de moyens de la juridiction prud’homale, il n’est pas discutable qu’il revient à l’État de mettre en œuvre les moyens propres à assurer le service de la justice dans des délais raisonnables, faute de quoi il prive le justiciable de la protection juridictionnelle qui lui est due ». »
Les juridictions civiles condamnent régulièrement l’État, pour des montants de dommages et intérêts compris entre 2 000 euros et 8 500 euros à titre de dommages et intérêts pour le préjudice moral « résultant notamment de l’attente d’une décision et des tensions psychologiques entraînées par l’incertitude ou il s’est trouvé, renforcé par la perte de confiance dans les capacités de la juridiction à répondre à ses missions ».[réf. nécessaire]

## Conseil supérieur de la prud'homie
Créé par une loi en 1982, le Conseil supérieur de la prud'homie  est un organisme consultatif appelé à formuler des avis, des suggestions et à effectuer des études sur l'organisation et le fonctionnement des conseils de prud'hommes.  Il élabore un recueil de déontologie des conseillers prud'hommes.
Outre le président, le Conseil supérieur de la prud'homie comprend cinq membres représentant l'État, onze membres représentant les salariés, désignés sur proposition des organisations syndicales les plus représentatives, onze membres représentant les employeurs. Le président est nommé par arrêté conjoint du garde des Sceaux, ministre de la Justice et du ministre chargé du Travail. Le Conseil supérieur de la prud'homie constitue en son sein une commission permanente.

#### Ouvrage général
- Jean Pélissier, Alain Supiot et Antoine Jeammeaud, Droit du travail, Paris, Dalloz, coll. « Précis droit privé », octobre 2008, 1516 p. (ISBN 978-2-247-08039-7), « Les conseils de prud'hommes », p. 159-192

#### Rapports
- « L'avenir des juridictions du travail : vers un tribunal prud'homal du XXIe siècle », rapport d'Alain Lacabarats (président de chambre à la Cour de cassation) à Madame la Garde des Sceaux, ministre de la Justice (juillet 2014)
- Club Droits, Justice et Sécurités, Frédérique Cassereau, avocate, Simone Gaboriau, magistrat, et Matthieu Moreau-Cucchi, doctorant à l’université de Paris Sud, « Justice du travail, parent pauvre de la Justice », publié le 21 juin 2013

#### Monographie
- Jacques Villebrun et Guy-Patrice Quétant, Traité de la juridiction prud'homale, Paris, LGDJ, 1998, 846 p. (ISBN 2-275-01605-8)